# Enrique Maier Müller
Enrique Maier Müller, també conegut com a Bubi Maier, (Barcelona, 31 de desembre de 1910 - Madrid, 22 d'agost de 1981) fou un tennista espanyol  de la dècada de 1930.

## Torneigs de Grand Slam

### Dobles mixts: 2 (2−0)
| Resultat  | Núm. | Any  | Campionat               | Parella        | Oponents                     | Marcador      |
| --------- | ---- | ---- | ----------------------- | -------------- | ---------------------------- | ------------- |
| Guanyador | 1.   | 1932 | Wimbledon Championships | Elizabeth Ryan | Josane Sigart Harry Hopman   | 7−5, 6−2      |
| Guanyador | 2.   | 1935 | US Championships        | Sarah Palfrey  | Kay Stammers Roderick Menzel | 6−4, 4−6, 6−3 |

## Trajectòria

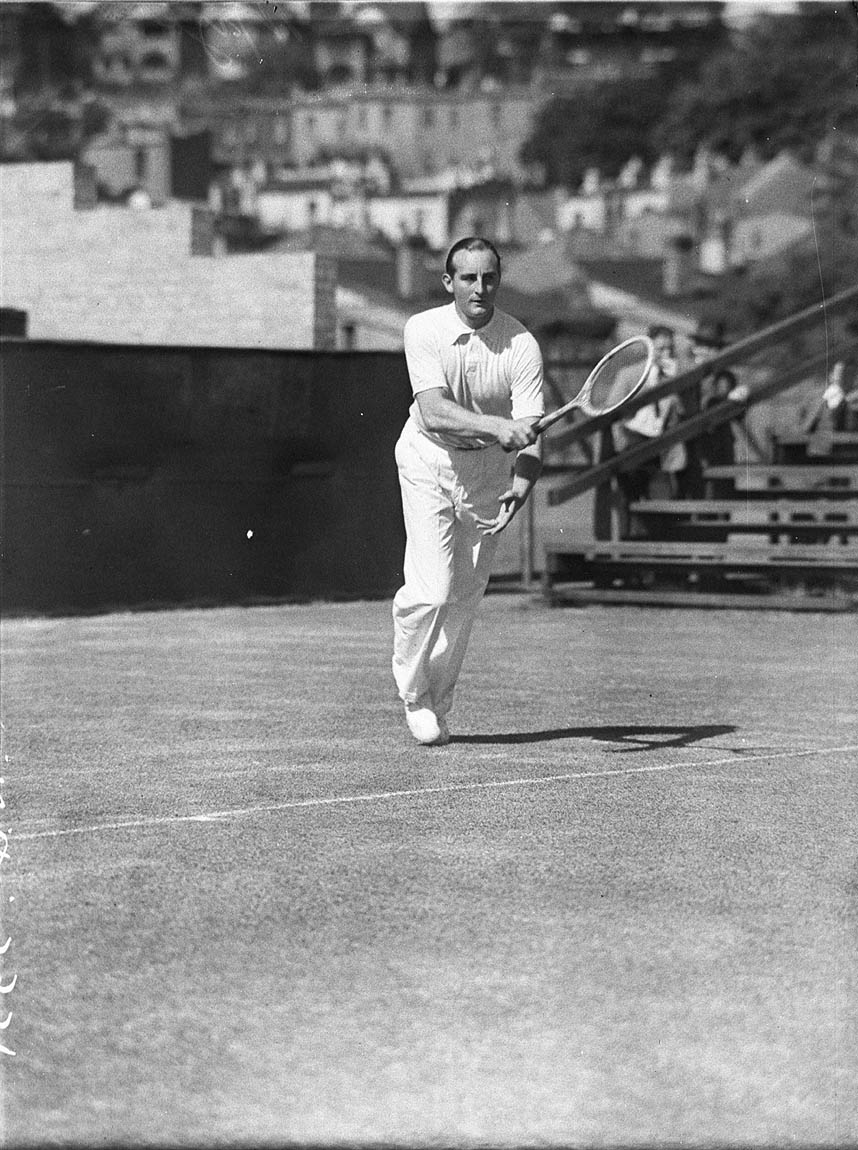
Enrique Maier a Austràlia.

Pel que fa a clubs, es formà al Reial Club de Lawn-Tennis del Turó de Barcelona, pertanyent més tard al RCT Barcelona. Fou un dels tenistes catalans més destacats de la dècada de 1930. Era fill d'Otto Maier, d'origen alemany i aficionat a l'esport, qui fora un dels fundadors i primers jugadors del Futbol Club Barcelona.
El 1926, amb 16 anys, fou campió de Catalunya en categoria Júnior. També guanyà el campionat de Thun a Suïssa. Fou tres vegades campió de Catalunya absolut (1929, 1930, 1931); cinc en dobles: amb Eduard Flaquer (1928), amb Francesc Sindreu (1929-1931) i amb Joan Manel Blanc (1935), i quatre en dobles mixtos: amb Rosa Torras (1928-31). També guanyà set cops el campionat d'Espanya individual entre els anys 1929 i 1935; i sis més en dobles: amb Francesc Sindreu (1929, 1932, 1934), amb Eduard Flaquer (1930), amb Joan Manel Blanc (1935) i amb Fernando de Olózaga (1944), i tres en dobles mixtos: amb Rosa Torras (1929, 1931) i amb la seva germana Maria Isabel Maier (1934).
A nivell internacional guanyà el torneig de Berchtesgaden, i el de Wimbledon en dobles mixtes amb Elizabeth Ryan (1929), i a l'Obert dels Estats Units, també en dobles mixtos amb Sarah Palfrey Fabyan (1935). També juga la Copa Davis amb Espanya entre 1929 i 1936.
Un cop retirat fou seleccionador espanyol (1946-61), i capità de l'equip (1959-61). Va rebre les medalles de bronze i de plata al mèrit esportiu.